# Kamieniec Wrocławski
Kamieniec Wrocławski is een plaats in het Poolse district  Wrocławski, woiwodschap Neder-Silezië. De plaats maakt deel uit van de gemeente Czernica en telt 1835 inwoners.